# Ельняги (Марий Эл)
Ельняги (мар. Кожласола) — деревня в Медведевском районе Республики Марий Эл России. Входит в состав Пекшиксолинского сельского поселения.

## География
Находится на расстоянии 3 км от районного центра Медведево.

## История
В списках селений за 1763 года в деревне — 30 мужчин и 39 женщин, мари, число дворов — 20, лошадей — 47, коров — 85, безлошадных дворов — 3, всего скота — 474 головы. Количество земли — 321,4 лес, лугов — 70,4 лес, в том числе удобной земли — 317,2 лес, неудобной — 4,2 дес. Удобные земли расположены по обе стороны дороги из Царевосанчурска в Царевококшайск, в урочищах Данило-пиче, Изи-пиче, Пюшкапер, Шопкиля.
В списках селений за 1895 год д. Ельняги входила в Арбанское сельское общество, в ней значилось 230 жителей, из них 114 мужчин и 116 женщин, все мари. В 1919—1921 гг. в д. Ельняги имелось 56 дворов, проживали 315 человек, из них 143 мужчины и 172 женщины. За четверть века число населения выросло на 80 человек.

## Население
| 2010 | 2011 | 2012 | 2013 | 2014 | 2015 | 2016 |
| ---- | ---- | ---- | ---- | ---- | ---- | ---- |
| 206  | ↗241 | ↗244 | →244 | ↘225 | ↗242 | →242 |
| 2017 | 2018 |      |      |      |      |      |
| ↘211 | ↘200 |      |      |      |      |      |